# سلوك التحفيز الذاتي

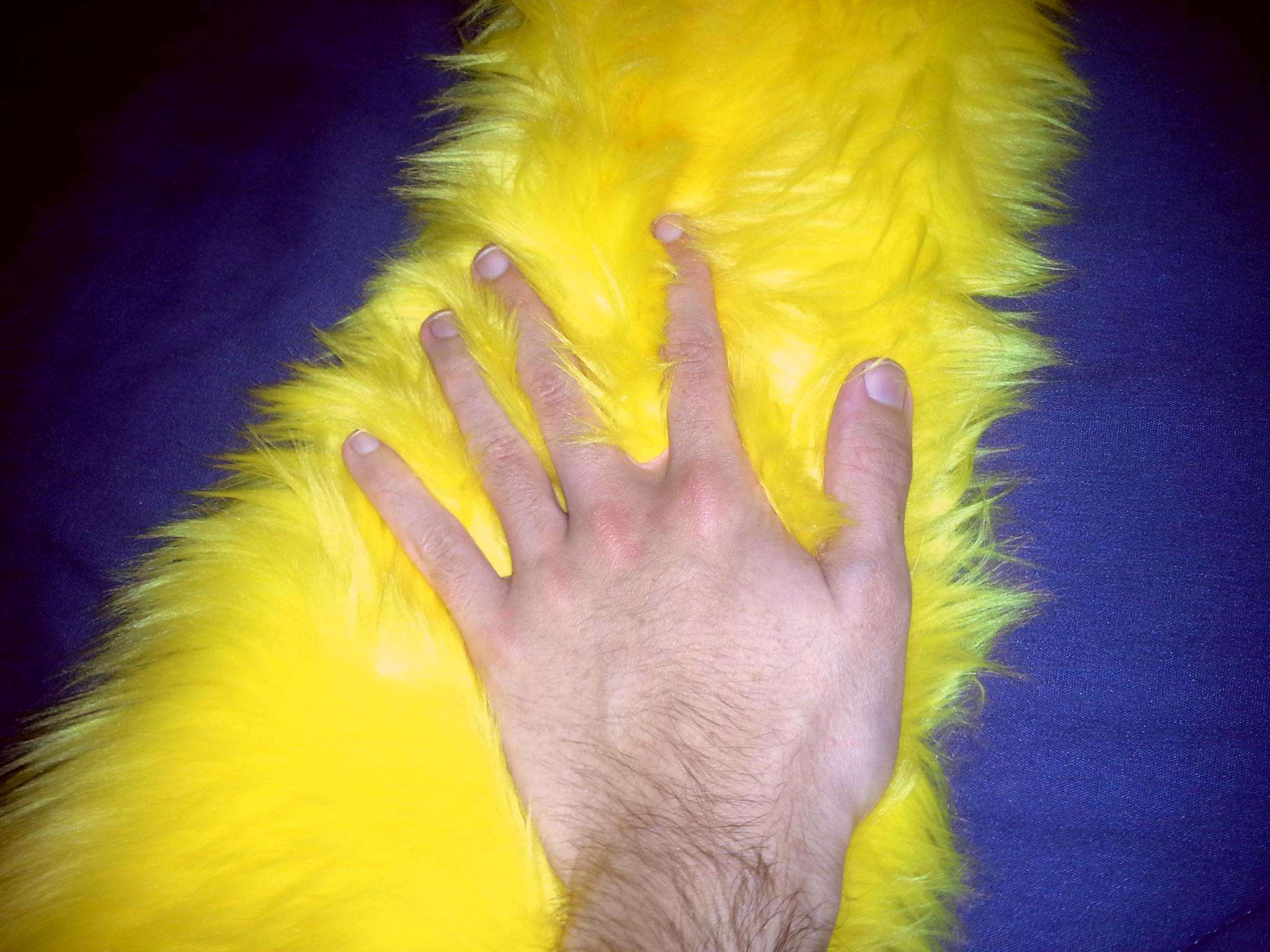
يعد الشعور بالنعومة أو القوام الممتع شكلًا شائعًا من أشكال التبيه الذاتي.

سلوك التنبيه الذاتي، المعروف أيضًا باسم "التحفيز"  والتحفيز الذاتي،  (بالإنجليزية: Stimming)‏ هو تكرار الحركات الجسدية أو الأصوات أو الكلمات أو الأشياء المتحركة أو السلوكيات المتكررة الأخرى. وسجلت مثل هذه السلوكيات (المعروفة علميًا أيضًا باسم "القوالب النمطية") إلى حد ما في جميع الأشخاص، وخاصة أولئك الذين يعانون من إعاقات في النمو، وهي شائعة بشكل خاص في الأشخاص المصابين بالتوحد. ومن المعروف أيضًا أن الأشخاص الذين تم تشخيص إصابتهم باضطراب التكامل الحسي يُحتمل أن يُظهروا سلوكيات تنبيه.
تم تفسير التنبيه الذاتي على أنه استجابة وقائية للتحفيز المفرط، حيث يقوم الأفراد بتهدئة أنفسهم عن طريق منع المحفزات البيئية الأقل قابلية للتنبؤ، والتي لديهم حساسية عالية تجاهها. كما أن هناك تفسير آخر يرى أن التنبيه وسيلة لتخفيف القلق والمشاعر السلبية الأخرى أو المتصاعدة.
على الرغم من أن بعض سلوكيات التلطيخ مفيدة جدًا في بعض الأحيان، فغالبًا ما يشعر الأشخاص ذوي التنوع العصبي أنهم بحاجة إلى إخفاء سلوك التنبيه الذاتي أو تقليله، لأنه غالبًا ما يثير استجابة غير مرغوب فيها من أولئك الذين لا يفهمون الإكراه وراءهم. هناك أيضًا مخاطر محتملة تتعلق بالصحة العقلية والرفاهية في قمع التأقلم.
يمكن أن تتكون سلوكيات التنبيه الذاتي من اللمس والبصر والسمع والصوت والتحسس العميق (الذي يتعلق باستشعار الأطراف)، والشم والتثبيت الدهليزي (الذي يتعلق بالتوازن ). تتضمن بعض الأمثلة الشائعة على التنبيه الذاتي (تسمى أحيانًا تنبيه ) رفرفة اليد، والتصفيق، والتأرجح، والوميض المفرط أو الصعب، والإيقاع، وضرب الرأس، وتكرار الأصوات أو الكلمات، وطقطقة الأصابع، ودوران الأشياء. في بعض الحالات، قد يكون التنبية خطيرًا وضارًا جسديًا للشخص الذي يقوم بذلك؛ على سبيل المثال، قد يخاطر الأفراد بإصابة أنفسهم عن طريق ضرب أجزاء أجسامهم بالقوة بالجدران.

## التنبيه الذاتي والتوحد

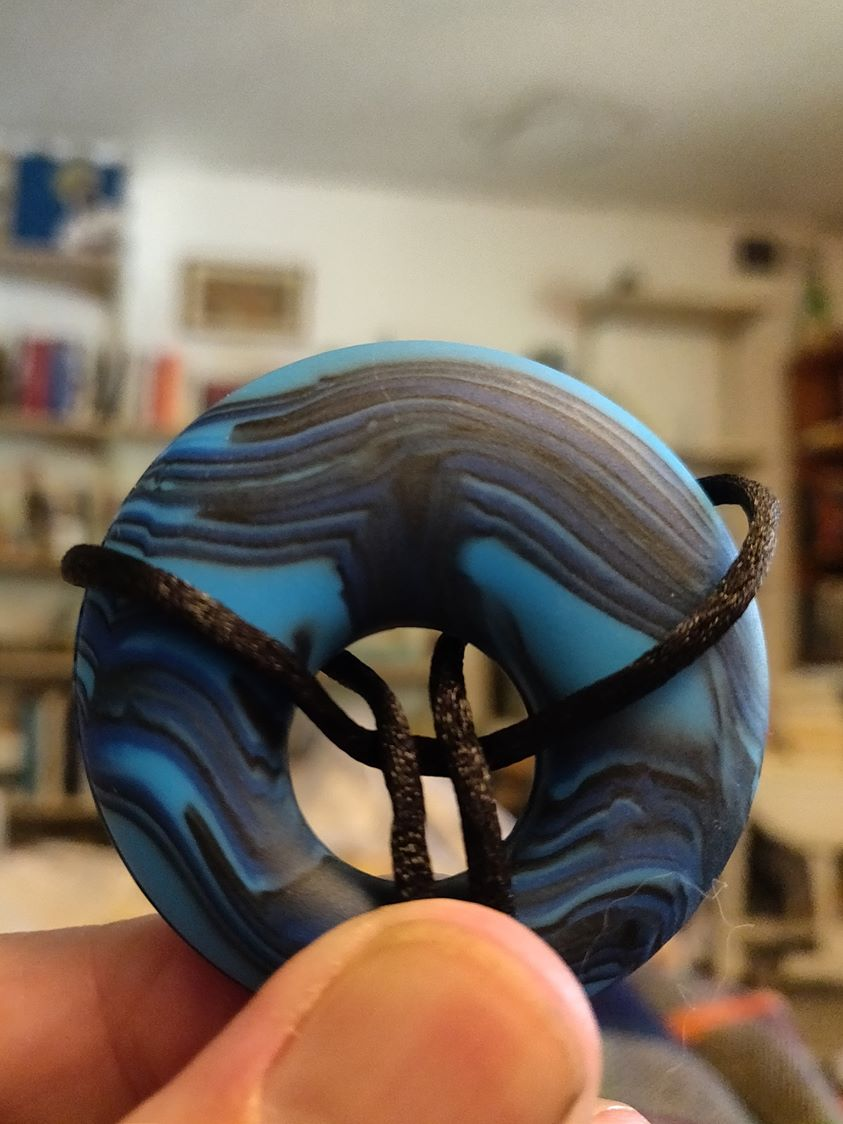
حلقة تحفيز مطاطية زرقاء صلبة قابلة للمضغ مع حبلها مربوط برأس قبرة

دائمًا ما يكون التبية الذاتي موجودًا في الأشخاص الذين يعانون من طيف التوحد ولكنه لا يشير بالضرورة إلى وجوده. الاختلاف الأكبر بين المتوحد وغير التوحد هو نوع التحفيز وكمية التحفيز. في الدليل التشخيصي والإحصائي للاضطرابات العقلية، الذي نشرته الجمعية الأمريكية للطب النفسي، يوصف سلوك التنبيه الذاتي بأنه "سلوكيات حركية نمطية أو متكررة" وأدرج كأحد المعايير التشخيصية الخمسة الرئيسية لاضطراب طيف التوحد. تشير وجهات نظر مختلفة إلى أن التذبذب يتضمن وظائف حسية وحركية. يمكن أن يؤدي التأخر في تطوير هذه الوظائف الحسية إلى سلوكيات مبطنة ينتجها الشخص كاستجابة يمكن التحكم فيها. وجدت إحدى الدراسات التي أجرت مقابلات مع اثنين وثلاثين من البالغين المصابين بالتوحد أن البيئات الساحقة التي لا يمكن التنبؤ بها تسببت في التبيه الذاتي.
يمكن أن يكون التبيه الذاتي في بعض الأحيان ضارًا بالنفس، كما هو الحال عندما ينطوي على ضرب الرأس، عض اليد، وخدش الجلد. في حين أنه من الصعب التوقف عن التقليب تمامًا، إلا أن هناك طرقًا لتقليل الوقت الذي يتم قضاؤه في التمرين وخلق عادات أكثر أمانًا للتشكيل للفرد. يمكن أن تؤدي إدارة البيئة الحسية والعاطفية مع زيادة مقدار التمارين اليومية إلى زيادة مستويات الراحة للشخص، مما قد يقلل من مقدار الوقت الذي يقضيه في التبيه الذاتي.